# 안화고등학교
안화고등학교(安化高等學校)는 대한민국 경기도 화성시 병점동에 있는 공립 고등학교이다.

## 학교 연혁
- 2006년 9월 13일 : 30학급 설립 인가
- 2007년 3월 1일 : 초대 권혁수 교장 취임
- 2007년 3월 2일 : 제1회 입학식 (370명)
- 2009년 3월 2일 : 교원능력개발평가 선도학교 운영
- 2009년 12월 31일 : 물리실, 화학실, 생물실, 지하실 현대화 사업 완료
- 2010년 2월 11일 : 제1회 졸업식 (366명)
- 2010년 3월 2일 : 2009개정 교육과정 선도학교 운영
- 2010년 9월 1일 : 고교 교육력 제고 시범학교 운영
- 2010년 12월 9일 : 학생 급식실 증축 완료
- 2017년 7월 10일 : 잘 가르치는 베스트 일반고 선정
- 2023년 9월 1일 : 제8대 김기두 교장 취임
- 2024년 1월 8일 : 제15회 졸업식(318명) 총 졸업생 수 5,544명
- 2024년 3월 4일 : 제18회 입학식(354명)

## 참고 자료
- 안화고등학교 - 한국교육학술정보원 학교알리미